# HD 148247
HD 148247，又名CD-3610783，SAO 207688、HR 6122，是一颗恒星，视星等为5.79，位于銀經343.67，銀緯8，其B1900.0坐标为赤經16h 21m 34.6s，赤緯-36° 8′ 17″。